# 国鉄ワ22000形貨車
国鉄ワ22000形貨車（こくてつワ2000がたかしゃ）は、かつて日本国有鉄道（国鉄）および、その前身である鉄道省等に在籍した有蓋貨車である。

## 概要
1929年（昭和4年）度には15 t 積みの二軸有蓋車としてワム21000形が製造されていたが、折からの世界恐慌を発端とする不況により輸送量が減少し、小型車の需要が高まった。このため、ワム21000形をベースに車体を小型化した10 t 積み車として1930年にワ22000形が登場した。
ワ22000形は1930年（昭和5年）から1940年（昭和15年）にかけて日本車輌製造本店・支店、汽車製造東京支店、川崎車輛、新潟鐵工所、田中車輛および鉄道省工場で6,386両（ワ22000 - ワ28385）が製造された。鉄道省が製造したものの他に、42両（ワ28386 - ワ28427）が私鉄の買収により編入されるとともに、二車現存車の番号書き換えにより最終番号はワ28436となっている。
製造期間が長期にわたるため、製造時期の形態差により次の3グループに分類される。
- グループ1 : ワ22000 - ワ25002（3,003両）
- グループ2 : ワ25003 - ワ27752（2,750両）
- グループ3 : ワ27753 - ワ28385（633両）

### 初期車（グループ1）
グループ1は、1930年（昭和5年）度から1936年（昭和11年）度途中までに製造されたグループで、車体はワム21000形の幅をそのままに長さと高さを短くした構造である。
全長は6,230 mm、全幅は2,445 mm、全高は3,330 mm、軸距は3,000 mm、自重は8.1 tとなった。側板は厚さ2.6 mmの鋼板製で、鋲接による組み立てである。妻板の上部には、ワム21000形と同様の構造の鋼板プレス製の通風器が2つ設けられている。屋根は、鉄製の垂木に厚さ20 mmの木製の屋根板を張り、防水布で覆った構造である。
貨物室内には厚さ20 mmの木製の内張りが設けられており、外板との間に空間を設けた二重羽目構造となっている。貨物室には幅1,700 mmの鋼製片引戸が1か所（片側）に設けられている。側引き戸にはX字型の補強がされており、引き戸に内張りはない。貨物室の寸法は、長さ5,300 mm、幅2,300 mm、高さ2,230 mm、床面積12.2 m2、容積24.0 m3である。
台枠には、側梁と端梁には152×76、中梁には250×90断面の溝形鋼を使用した（1932年（昭和7年）製以降は、側梁を150×75溝形鋼に、側板を2.3 mm厚に変更）。組み立ては鋲接によっている。走り装置の軸ばね受けは、軸距が短くなったことからシュー式に戻り、スム1形と同様にばね受けの部分に高さ80 mmの受け座を設けている。最高運転速度は65 km/hで、車軸は10 t または12 t 長軸である。
空気ブレーキは、床下スペースが狭隘となったことから、シリンダと空気溜めが分離したKD形とし、その中でも最小のKD180形が採用された。留置ブレーキは通常の側ブレーキだが、車端一杯に装備されている。自動連結器は柴田式上作用である。

### 中期車（グループ2）
グループ2は、1936年（昭和11年）末から1938年（昭和13年）にかけて製作されたグループで、台枠構造にト20000形の新機軸を反映したグループである。
台枠は、中梁に200×80、側梁に180×90の溝形鋼を使用し、端梁は8 mm厚鋼板のプレス製となった。組み立てについても、溶接が多用されている。この構造変更により台枠の厚みが50 mm減少したが、台枠下面高さを連結器の関係から同一としたため、床面高さ、全高がその分低くなっている。また、グループ1で設けられていた軸ばねの受け座も廃止された。
車体の側板は、グループ1の重ね鋲接から突合せ溶接に変更され、強度に問題のない部分についても溶接が採用され、板厚も2.3 mmと薄くなった。側引き戸は、裏面が木板の二重羽目構造とされ、従来表側にあった補強も内側に隠され、横2本のリブ状となった。通風量を増すため、妻面上部の通風器の数が3個に増やされるとともに、鋼板溶接品となった。

### 後期車（グループ3）
グループ3は、1939年（昭和14年）及び1940年（昭和15年）に製作されたグループで、基本構造はグループ2と同一であるが、前年から製造が開始されたワム23000形の構造を反映している。
外観上は、横補強を表側に移設した側引き戸が目立つが、鉄道省工場製の一部にはグループ2と同様の構造のものがある。また、妻面上部の通風器についても、すべてワム23000形と同じ形状のかまぼこ形となった。

## 改造工事とその後

### 更新修繕
1952年（昭和27年）から1955年（昭和30年）にかけて更新修繕が実施され、漏損事故の多かった屋根の強化や忍錠の取り付けなどが行われた。

### 廃車
1968年（昭和43年）10月1日国鉄ダイヤ改正で実施された貨物列車の速度向上では、軸距が短いことから不適格とされ、1965年（昭和40年）から本格的な廃車が始まった。同改正後は、補助記号「ロ」と黄1号の帯を標記して北海道内に封じ込められた。
1967年（昭和42年）度末の在籍両数は3,476両であったが、1968年（昭和43年）度末時点の在籍両数は272両に激減した。1971年（昭和46年）までに実質的に消滅し、台帳上残った2両も1983年（昭和58年）に除籍され、形式消滅となった。

## 形式間改造

### ト32000形
1945年（昭和20年）に1両が13t 積みの無蓋車ト32000形（ト32000）に改造されている。1950年（昭和25年）に消滅した。

### ポ100形
ポ100形は、1952年（昭和27年）から1955年（昭和30年）にかけて、ワ22000形およびトキ900形の改造により製作された、10t 積み陶器車である。130両（ポ100 - ポ229）が国鉄工場で製造された。外観は、ワ22000形と変わらないが、貨物室内に取り外し可能な棚を1段設け、荷崩れ防止用の扉板を荷役扉上部に備えていた。
主に名古屋鉄道管理局管内に常備され、京阪方面への輸送に使用されたが、後継形式のポム200形が登場したのにともない、1968年度に形式消滅となった。

### ヒ600形
1954年（昭和29年）から製作されたヒ600形の改造種車となっている。

## 譲渡
1949年（昭和24年）から1950年（昭和25年）にかけて本形式12両が三岐鉄道に譲渡され、ワ1形（ワ13, ワ17 - ワ24, ワ26, ワ27, ワ37）に編入された。同社では、袋詰めセメントの輸送に使用された。後年救援車化されたワ27を除いて、1965年（昭和40年）12月から1967年（昭和42年）3月にかけて廃車解体された。最後に残ったワ27の廃車は、1986年（昭和61年）2月であった。番号の新旧対照は次のとおりである。ワ23, ワ24, ワ26, ワ27については、国鉄時代の番号不明。
- ワ24607 → ワ13
- ワ26267 → ワ17
- ワ27944 → ワ18
- ワ26439 → ワ19
- ワ25597 → ワ20
- ワ26952 → ワ21
- ワ26924 → ワ22
- ワ26690 → ワ37

## 同形車
前述のように、1943年（昭和18年）に実施された戦時買収により、3社（富山地方鉄道（旧富岩鉄道）、鶴見臨港鉄道、豊川鉄道）から42両が本形式に編入されている。

### 富岩鉄道ワ10形
富岩鉄道のワ10形は、1937年（昭和12年）4月22日に日本車輌製造で12両（ワ10 - ワ21）が製造された、鉄道省ワ22000形の同形車である。1941年（昭和16年）12月1日の富山地方鉄道への合併を経て、1943年（昭和18年）6月1日の戦時買収により国有化され、ワ28386 - ワ28397となった。

### 鶴見臨港鉄道ワ3101形
鶴見臨港鉄道のワ3101形は、1941年（昭和16年）5月から1942年（昭和17年）5月にかけて日本車輌製造東京支店で20両（ワ3101 - ワ3120）が製造された、鉄道省ワ22000形の同形車である。1943年（昭和18年）7月1日の戦時買収により国有化され、ワ28398 - ワ28417となった。